# Scandaleusement célèbre
Pour plus de détails, voir Fiche technique et Distribution.
Scandaleusement célèbre (Infamous) est un film américain réalisé par Douglas McGrath en 2006. Le film est inspiré du livre Truman Capote, de George Plimpton.
Il traite de l'histoire de l'écrivain enquêtant sur le meurtre d'une famille.

## Synopsis
Après la lecture d'un fait divers dans un journal, l'écrivain Truman Capote se penche sur le cas du meurtre d'une famille, au Kansas. Il tisse des liens forts avec l'un des deux tueurs, Perry Smith. Après la pendaison de celui-ci, l'impact sera tellement fort pour Truman Capote qu'il est incapable de retrouver l'existence qu'il menait auparavant,.

## Fiche technique
- Titre : Scandaleusement Célèbre
- Titre original : Infamous
- Réalisation : Douglas McGrath
- Scénario : Douglas McGrath d'après le livre Truman Capote: In Which Various Friends, Enemies, Acquaintances and Detractors Recall His Turbulent Career de George Plimpton
- Budget : 13 000 000 $
- Musique : Rachel Portman
- Photographie : Bruno Delbonnel
- Montage : Camilla Toniolo
- Décors : Judy Becker (en)
- Costumes : Ruth Myers
- Pays d'origine : États-Unis
- Format : Couleurs - 1,85:1 - DTS / Dolby Digital / SDDS - 35 mm
- Genre : Drame
- Durée : 121 minutes
- Dates de sortie :
  -  États-Unis : 31 août 2006
  -  France : 4 avril 2007

## Distribution
- Toby Jones (VF : Vincent de Boüard) : Truman Capote
- Sandra Bullock (VF : Françoise Cadol) : Nelle Harper Lee
- Daniel Craig (VF : Philippe Valmont) : Perry Smith
- Peter Bogdanovich : Bennett Cerf
- Jeff Daniels (VF : Mathieu Buscatto) : Alvin Dewey (en)
- Hope Davis (VF : Laurence Breheret) : Slim Keith
- Gwyneth Paltrow (VF : Barbara Kelsch) : Peggy Lee
- Isabella Rossellini (VF : Céline Monsarrat) : Marella Agnelli
- Juliet Stevenson (VF : Zaïra Benbadis) : Diana Vreeland
- Sigourney Weaver (VF : Frédérique Tirmont) : Babe Paley
- Lee Pace (VF : Ludovic Baugin) : Richard Hickock
- Michael Panes : Gore Vidal
- Frank G. Curcio : William Shawn (en)
- John Benjamin Hickey (VF : Frédéric Popovic) : Jack Dunphy
- Sheila Bailey : Waitress
- Marco Perella : Clifford Hope (en)
- Bethlyn Gerard : Marie Dewey
- Libby Villari : Delores Hope
- Joey Basham : Paul Dewey
- Marian Aleta Jones : Ellen Bechner
- Terri Zee : Nancy Hickey
- Richard Jones : Andy Erhart
- Brian Shoop (VF : Jean-Pierre Leroux) : Everett Ogburn
- Mitch Baker : Reporter 1
- Grant James : Reporter 2
- Mark Rubin : El Morocco Band
- Steve Schwelling : El Morocco Band
- Glover Johns Gill : El Morocco Band
- Rey Arteaga : El Morocco Band
- Justin Sherburn : El Morocco Band
- Andrew Halbreich : El Morocco Band

Sources et légende : version française (VF) selon le carton du doublage français sur le DVD zone 2.

## Réception
- Quand il est lancé, Scandaleusement célèbre souffre immédiatement de la comparaison faite par les critiques avec le film, sorti l'année précédente, Truman Capote (Capote), réalisé par Bennett Miller, qui aborde le même sujet et qui vaut à Philip Seymour Hoffman l'Oscar du meilleur acteur[3].